# Stomphastis heringi
Stomphastis heringi là một loài bướm đêm thuộc họ Gracillariidae. Nó được tìm thấy ở Ethiopia.
Ấu trùng ăn Croton macrostachyus. Chúng có thể ăn lá nơi chúng làm tổ.